# Gladsax
Gladsax is een plaats in de gemeente Simrishamn in het landschap Skåne en de provincie Skåne län in Zweden. Het heeft een inwoneraantal van 128 (2005) en een oppervlakte van 22 hectare. Gladsax wordt grotendeels omringd door akkers. In de plaats staat de kerk Gladsax kyrka, de oudste delen van deze kerk stammen uit de 12de eeuw, ook is er een ruïne te vinden van de burcht Gladsax hus. De plaats Simrishamn ligt ongeveer vier kilometer ten oosten van het dorp.